# DDR-Meisterschaften im Boxen 1989

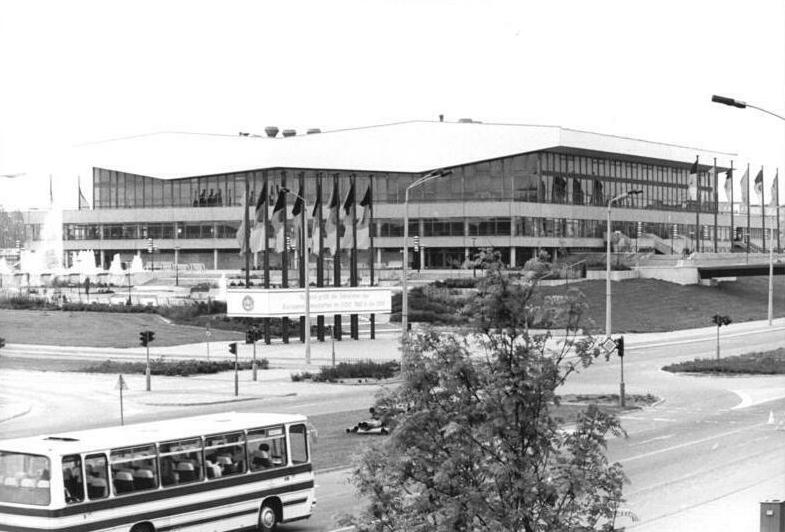
Sport- und Kongresshalle
(Austragungsort der DDR-Meisterschaften im Boxen 1989)

Die DDR-Meisterschaften im Boxen wurden 1989 zum 41. und letzten Mal ausgetragen und fanden vom 13. bis 17. Dezember in der Rostocker Sport- und Kongresshalle statt. Bis zum Viertelfinale wurde auch in Ribnitz-Damgarten und bis zum Halbfinale in Wismar geboxt. Zum ersten Mal kam eine Punktmaschine für die fünf Punktrichter zum Einsatz, anstatt der üblichen Punktzettel. Der SC Traktor Schwerin war mit sieben Titeln der erfolgreichste Verein dieser Meisterschaft. Mit Andreas Zülow und Sven Lange verteidigten zwei Boxer ihren Titel aus dem Vorjahr. Rico Kubat kam diesmal eine Gewichtsklasse höher zu Titelehren.

## Endergebnisse
| Gewichtsklasse                  | Gold                                | Silber                              | Bronze                                     | Bronze                                 |
| Halbfliegengewicht (bis 48 kg)  | Jan Quast ASK Vorwärts Frankfurt/O. | Jens Meukow SC Traktor Schwerin     | Mirko Spielmann BSG Motor Mitte Magdeburg  | Frank Polloczek BSG Chemie PCK Schwedt |
| Fliegengewicht (bis 51 kg)      | Rico Kubat SC Cottbus               | Myrko Schade SC Cottbus             | Bert Marsel SC Cottbus                     | Mirko Trinwedel SC Chemie Halle        |
| Bantamgewicht (bis 54 kg)       | Andreas Tews SC Traktor Schwerin    | Dieter Berg SC Traktor Schwerin     | Frank Eichhorn BSG Motor Mitte Magdeburg   | André Bierbaum SC Dynamo Berlin        |
| Federgewicht (bis 57 kg)        | Marco Rudolph SC Cottbus            | Heiko Hinz SC Traktor Schwerin      | Mike Rißmann TSC Berlin                    | Sven Platzack SC Cottbus               |
| Leichtgewicht (bis 60 kg)       | Andreas Zülow SC Traktor Schwerin   | Jörg Heidenreich SC Chemie Halle    | Mario Beuckert BSG Aktivist Schwarze Pumpe | Markus Beyer SG Wismut Gera            |
| Halbweltergewicht (bis 63,5 kg) | Olaf Trenn SC Traktor Schwerin      | Diego Drumm SC Cottbus              | Steffen Fried BSG Motor Dessau             | Mike Stegemann SC Traktor Schwerin     |
| Weltergewicht (bis 67 kg)       | Frank Kleinsorg SC Traktor Schwerin | Wilko Saeger SC Traktor Schwerin    | Jörg Böhme SC Cottbus                      | Andreas Mehnert SC Chemie Halle        |
| Halbmittelgewicht (bis 71 kg)   | Torsten Schmitz SC Traktor Schwerin | Jochen Pohle SC Cottbus             | Markus Ritter SC Traktor Schwerin          | Sven Gessner SG Wismut Gera            |
| Mittelgewicht (bis 75 kg)       | Wolf Preiss SC Traktor Schwerin     | Jan Schwank SC Traktor Schwerin     | Cornel Ladewig TSC Berlin                  | Thomas Wallat SC Dynamo Berlin         |
| Halbschwergewicht (bis 81 kg)   | Sven Lange SC Traktor Schwerin      | Mario Nesemann SC Dynamo Berlin     | Torsten May ASK Vorwärts Frankfurt/O.      | Matthias Winter SG Wismut Gera         |
| Schwergewicht (bis 91 kg)       | René Suetovius SC Chemie Halle      | Michael Ernst BSG Stahl Hennigsdorf | Torsten Schwarze ASG Grenze Rostock        | Holger Kliefoth SC Traktor Schwerin    |
| Superschwergewicht (über 91 kg) | René Monse TSC Berlin               | Maik Heydeck SC Dynamo Berlin       | Lutz Philipp BSG Stahl Hennigsdorf         | Frank Beckström SC Traktor Schwerin    |

## Medaillenspiegel
| Platz | Verein                               | Verein                      | Gold | Silber | Bronze | Total |
| ----- | ------------------------------------ | --------------------------- | ---- | ------ | ------ | ----- |
| 01    | Logo vom SC Traktor Schwerin         | SC Traktor Schwerin         | 7    | 5      | 4      | 16    |
| 02    | Logo vom SC Cottbus                  | SC Cottbus                  | 2    | 3      | 3      | 08    |
| 03    | Logo vom SC Chemie Halle             | SC Chemie Halle             | 1    | 1      | 2      | 04    |
| 04    | Logo vom TSC Berlin                  | TSC Berlin                  | 1    | –      | 2      | 03    |
| 05    | Logo vom ASK Vorwärts Frankfurt/O.   | ASK Vorwärts Frankfurt/O.   | 1    | –      | 1      | 02    |
| 06    | Logo vom SC Dynamo Berlin            | SC Dynamo Berlin            | –    | 2      | 2      | 04    |
| 07    | Logo der BSG Stahl Hennigsdorf       | BSG Stahl Hennigsdorf       | –    | 1      | 1      | 02    |
| 08    | Logo der SG Wismut Gera              | SG Wismut Gera              | –    | –      | 3      | 03    |
| 09    | Logo der BSG Motor Mitte Magdeburg   | BSG Motor Mitte Magdeburg   | –    | –      | 2      | 02    |
| 10    | Logo der BSG Chemie PCK Schwedt      | BSG Chemie PCK Schwedt      | –    | –      | 1      | 01    |
| 10    | Logo der BSG Aktivist Schwarze Pumpe | BSG Aktivist Schwarze Pumpe | –    | –      | 1      | 01    |
| 10    | Logo der BSG Motor Dessau            | BSG Motor Dessau            | –    | –      | 1      | 01    |
| 10    | Logo der ASG Grenze Rostock          | ASG Grenze Rostock          | –    | –      | 1      | 01    |
|       | Total                                | Total                       | 12   | 12     | 24     | 48    |